# Đông Đô Quảng Hội
Đông Đô Quảng Hội (tên thường gọi: Đông Đô Quảng Hội - Thiên Hậu cung) là một Hội quán của người Hoa - là nơi hội họp của các thương gia nước ngoài, nhưng chủ yếu là người Trung Quốc đến làm ăn, buôn bán tại vùng Phố Hiến thế kỷ 16,17.
Đồng thời đây cũng là nơi thờ Tam thánh và đức Thánh Mẫu Thượng Thiên.

## Địa điểm
Được xây dựng tại khu vực Phố Hiến Hạ, sau thuộc thôn Mậu Dương, tổng An Tảo, huyện Kim Động, phủ Khoái Châu, tỉnh Hưng Yên.
Ngày nay thuộc đường Phố Hiến, phường Hồng Châu, thành phố Hưng Yên, tỉnh Hưng Yên.

## Lịch sử
Theo dã sử, vào đời nhà Thanh (Trung Quốc), do không chịu nổi ách thống trị, đô hộ của người ngoại tộc nên nhiều người nhà Minh đã rời bỏ quê hương đến các nước láng giềng làm ăn, sinh sống; trong đó có 40 dòng họ thuộc các tỉnh Quảng Đông, Quảng Tây, Phúc Kiến di cư đến Phố Hiến. Sau đó, có 26 dòng họ di cư vào Trung kỳ, Nam kỳ, còn lại 14 dòng họ ở lại Phố Hiến. Những dòng họ này sinh cơ lập nghiệp ở đây và cùng xây dựng nên Đông Đô Quảng Hội vào năm 1590.

## Đặc điểm
Đông Đô Quảng Hội được xây dựng trên một khu đất rộng và đẹp, thiết kế theo kiểu chữ Nhị, kết hợp phong cách kiến trúc Trung Quốc và Việt Nam. Toàn bộ nguyên vật liệu, đồ tế khí,... được vận chuyển từ Quảng Đông, Quảng Tây và Phúc Kiến sang bằng đường biển theo các tàu thương nhân.
Đông Đô Quảng Hội được chia làm hai phần:
- Đền Tam thánh thờ ba ông thánh người Hoa: Thần Thái Y (Thần thuốc), Thần Hoa Quang (thần Bách nghệ) và Thần Nông.
- Cung Thiên Hậu: thờ bà Lâm Tức Mặc, là một vị thần hàng hải của người dân Phúc Kiến.

## Lễ hội
Hằng năm, lễ dâng hương, lễ tế và lễ hội được tổ chức vào các ngày 23/3 âm lịch (ngày sinh), 9/9 âm lịch (ngày hóa) của Thánh Mẫu Thượng Thiên và 10/10 âm lịch (ngày lễ đản của Tam thánh đế).